# ناویوکی اوکیموتو
ناویوکی اوکیموتو (ژاپنی: 沖本 尚之؛ زادهٔ ۱۳ ژوئن ۱۹۸۴) یک بازیکن فوتبال اهل ژاپن است.
از باشگاه‌هایی که در آن بازی کرده‌است می‌توان به باشگاه فوتبال آویسپا فوکوئوکا اشاره کرد.